# Yasine Abdellaoui
Yassine Abdellaoui (Bolduque, Países Bajos, 21 de junio de 1975) es un exfutbolista neerlandés que jugaba como delantero.

## Clubes
| Club           | País         | Año       |
| -------------- | ------------ | --------- |
| Willem II      | Países Bajos | 1992-1994 |
| NAC Breda      | Países Bajos | 1994-1996 |
| Rayo Vallecano | España       | 1997      |
| NEC Nijmegen   | Países Bajos | 1998      |
| Willem II      | Países Bajos | 1998-2002 |
| NAC Breda      | Países Bajos | 2002-2003 |
| De Graafschap  | Países Bajos | 2003      |